# 索尔纳市镇

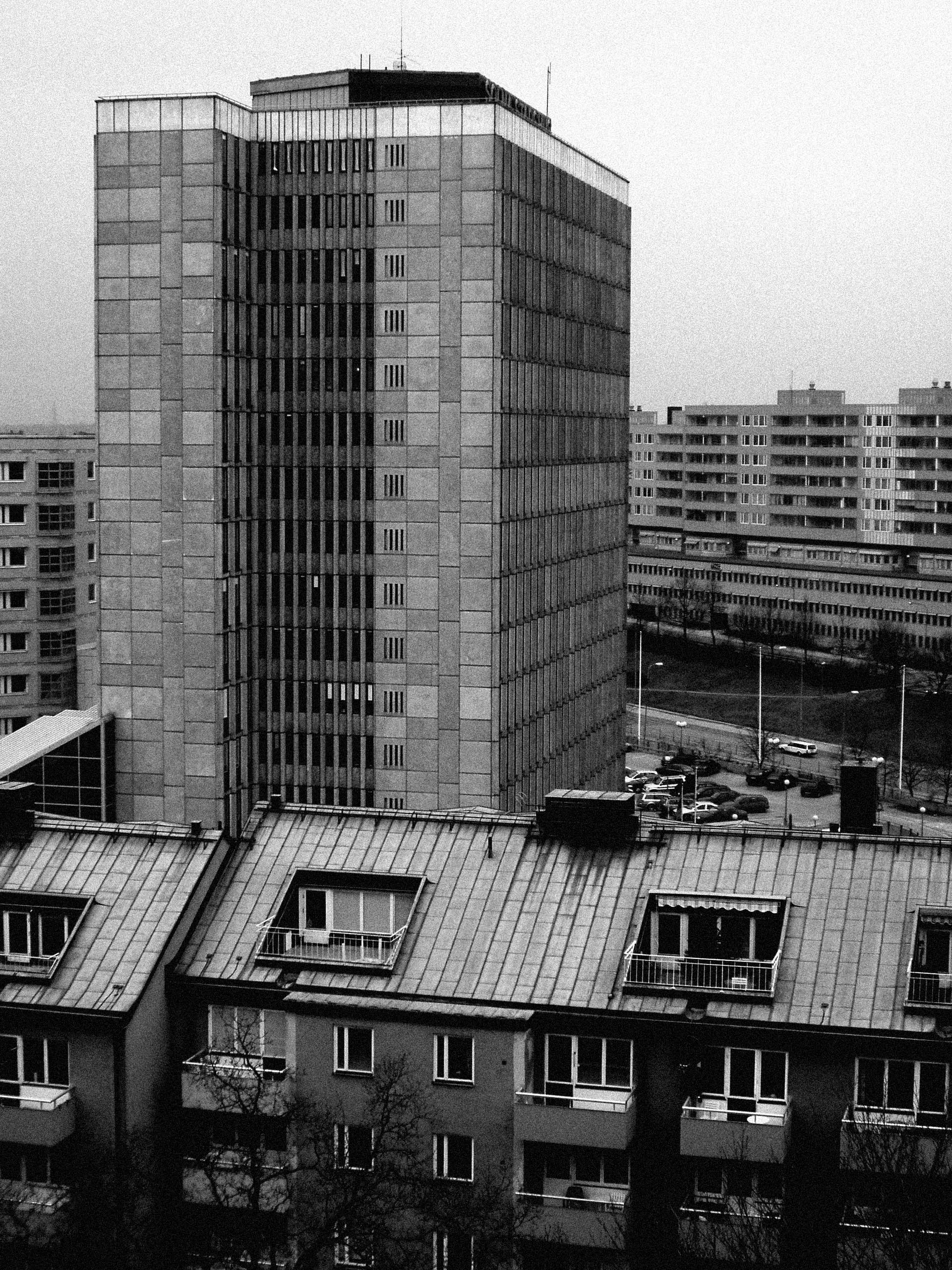
索尔纳市政厅

索尔纳市镇（瑞典語： 或 Sonla Stad，也稱為索爾納市）是瑞典斯德哥尔摩省總部的一个市镇，位于瑞典首都斯德哥尔摩的正北方。其治所位于索爾納鎮，屬於斯德哥爾摩市區的一部分。索爾納是瑞典最富有的城市之一。
索爾納市是斯德哥爾摩都會區的一部分。該市獨特之處在於全市沒有一個地區被視為農村，這在瑞典市鎮通常具有城鄉混合特徵的情況下極為罕見。索爾納市是瑞典面積第三小的市鎮，僅次於鄰近的松德比貝里和斯科訥省的布尔勒夫。
索爾納市的南面、東南面和西北部與斯德哥爾摩市接壤、西邊是松德比貝里市、北部是索倫蒂納市，以及東北部的丹德呂德市。索爾納市與丹德呂德市以斯托克斯海峽為邊界。